# Dynastie Jiménez
 (signalé en août 2025).
Si vous disposez d'ouvrages ou d'articles de référence ou si vous connaissez des sites web de qualité traitant du thème abordé ici, merci de compléter l'article en donnant les références utiles à sa vérifiabilité et en les liant à la section « Notes et références ».
- Archive Wikiwix
- Bing
- Cairn
- DuckDuckGo
- E. Universalis
- Gallica
- Google
- G. Books
- G. News
- G. Scholar
- Persée
- Qwant
- (zh) Baidu
- (ru) Yandex
- (wd) trouver des œuvres sur Wikidata

La dynastie Jiménez (ou Ximénez) est une lignée de rois qui ont gouverné la Navarre depuis son apparition en tant qu’État indépendant en 824 jusqu’en 1234. Diverses branches ont également régné en Aragon, Castille, León et Galice.

## Dénomination
Jiménez fait référence à l'ancêtre éponyme Jimeno (ou Ximeno) le Fort. C'est donc la dynastie des descendants de ce Jimeno.

## Origines pré-dynastiques
La dynastie trouve son origine au début du VIIIe siècle parmi des magnats vasco-romains possessionnés en Navarre orientale et influents à Pampelune[réf. nécessaire]. Ces magnats sont de très proches parents de la famille de Cassius, convertie à l'islam.
- Garcia
- Iñigo Garcès, son fils
- Jimeno Iñiguez "le Fort", son fils

Jimeno va être à l'origine de deux branches royales qui vont se succéder sur le trône de Pampelune après l'établissement de la monarchie.

## Branche ainée (824-905)
- 824-851 Eneko "Arista", désigné premier roi de Pampelune
- 851-870 Garcia Ier, fils du précédent, roi de Navarre
  - interrègne 870-882 García Jiménez
- 882-905 Fortun le Moine, fils du précédent, roi de Navarre

En 905 la couronne passe à son cousin et petit-gendre, de la branche cadette.

## Branche cadette (905-1035)
- 905-925 Sanche Ier, petit-gendre de Fortun Garcès, roi de Navarre
  - interrègne 925-931 Jimeno Garcès, frère de Sanche Ier
- 931-970 Garcia II, fils de Sanche Ier, roi de Navarre
- 970-994 Sanche II Abarca, fils du précédent, roi de Navarre
- 994-1000 Garcia III le Trembleur, fils du précédent, roi de Navarre 994-1000
  - interrègne 1000-1002 Sanche de Viguera
  - interrègne 1002-1004 Garcia de Viguera
- 1004-1035 Sanche III le Grand, fils de Garcia III, roi de Navarre

La dynastie atteint son apogée avec Sanche III. Il contrôle en effet la presque totalité des territoires chrétiens d'Hispanie: Navarre, Castille, Aragon, Sobrarbe.
Son héritage est partagé entre ses quatre fils. La Navarre va perdre sa position hégémonique dans les luttes fratricides qui vont surgir.

## Branche ainée navarraise (1035-1076)
- 1035-1054 Garcia IV de Najéra, fils ainé de Sanche III, roi de Navarre
- 1054-1076 Sanche IV de Peñalen, fils du précédent, roi de Navarre

La prééminence de la Navarre est rapidement remise en cause. Garcia IV est vaincu et tué par son frère Fernando à Atapuerca. Sanche IV est assassiné à l'instigation d'Alphonse VI et la Navarre se joint à Sanche V d'Aragon.

## Branche cadette castillane (1035-1130)
- 1035-1065 Ferdinand Ier le Grand, comte de Castille puis roi (1037) de León
- 1065-1072 Sanche II le Fort, fils du précédent, roi de Castille
- 1065-1073 Garcia II, frère du précédent, roi de Galice
- 1065-1109 Alphonse VI le Brave, frère du précédent, roi de León
- 1109-1126 Urraca, fille du précédent, reine de Castille et de León, épouse Raimond de Bourgogne, mère d'Alphonse VII.
- 1109-1128/1130 Thérèse, sœur bâtarde de la précédente, comtesse de Portugal, épouse Henri de Bourgogne, mère du roi Alphonse Ier

Fernando reprend à son compte le projet hégémonique espagnol. Il fait la conquête du León, puis élimine son frère ainé Garcia IV. Fernando divise ses états entre ses trois fils qui à leur tour vont lutter entre eux. Finalement Alphonse VI obtient l'hégémonie. À sa mort ses états sont de nouveau partagés entre Castille-León et Portugal. La succession revient à des princes bourguignons.

## Branche cadette de Sobrarbe (1035-1045)
- 1035-1045 Gonzalve Ier (Gonzalo), fils cadet de Sanche III, roi de Sobrarbe

Gonzalo est rapidement évincé par son demi-frère Ramiro d'Aragon.

## Branche bâtarde aragonaise (1035-1173)
- 1035-1063 Ramire Ier, fils bâtard de Sanche III, roi d'Aragon
- 1063-1094 Sanche V, fils du précédent, roi d'Aragon, puis de Navarre (1076-1094)
- 1094-1104 Pierre Ier, fils du précédent, roi d'Aragon et de Navarre
- 1104-1134 Alphonse Ier le Batailleur, frère du précédent, roi d'Aragon et de Navarre
- 1134-1157 Ramire II le Moine, frère du précédent, roi d'Aragon seulement
- 1157-1164/1173 Pétronille, fille du précédent, reine d'Aragon, épouse Raimond-Bérenger de Barcelone, mère d'Alphonse II

Bien que bâtard, Ramiro obtient le comté d'Aragon où il se comporte en roi. Il évince son frère Gonzalo. Sanche V s'impose en Navarre après l'assassinat de Sanche IV. Alphonse étend de manière décisive ses conquêtes contre les musulmans et s'empare de Saragosse. À sa mort les navarrais élisent Garcia V mais les aragonais préfèrent Ramire le Moine. La fille de celui-ci fait passer l'Aragon dans la maison de Barcelone.

## Branche ainée restaurée en Navarre (1134-1234)
- Sancho Garcès, fils de Garcia IV
- Ramiro Sanchez, fils du précédent
- 1134-1150 Garcia V le Restaurateur, fils du précédent, élu roi de Navarre
- 1150-1194 Sanche VI le Sage, fils du précédent, roi de Navarre
- 1194-1234 Sanche VII le Fort, fils du précédent, roi de Navarre

Quand Garcia V est élu roi, la Navarre a définitivement perdu sa puissance face aux blocs Castille-León et Aragon-Barcelone. Elle n'a plus de frontière avec le monde musulman. En 1199 une attaque castillane va la priver de l'accès à la mer.

## Fin de la dynastie
Sanche VII, dernier souverain Jiménez, meurt sans héritiers légitimes. La succession revient à son neveu Thibaut de Champagne, fils de sa sœur Blanche de Navarre. Thibaut et ses successeurs vont se démarquer de la dynastie Jiménez en abandonnant notamment l'usage des prénoms royaux traditionnels Sancho et Garcia.

## Arbre généalogique
En caractères gras les membres de la dynastie.
: souverains de Navarre
: souverains d'Aragon
: souverains de León, Castille, Galice
: souverains de Portugal
- Garcia
  - Iñigo Garcès
    - Jimeno Iñiguez
      -  Eneko Arista (Iñigo Jimenez "Arista")
        -  Garcia Ier de Navarre (Garcia Iñiguez)
          -  Fortun de Navarre (Fortun Garcès)
× Aurea
            - Oneca Fortunez
× 1) Abd Allah ibn Muhammad, émir de Cordoue
× 2) Aznar Sanchez
              - 1) Muhammad ibn Abd Allah
                - califes omeyyades de Cordoue

              - 2) Toda de Navarre (Toda Aznarez)
×  Sanche Ier (Sancho Garcès)
                - descendance ci-dessous

          - Sancho Garcès
            - Aznar de Navarre (Aznar Sanchez)
× Oneca Fortunez
              - Toda de Navarre (Toda Aznarez)
×  Sanche Ier (Sancho Garcès)
                - descendance ci-dessous

              - Sancha Aznarez
× Jimeno Garcés

          - Oneca Garcés
× Aznar II Galindez

        - Assona Iñiguez
× Musa ibn Musa
          - dynastie Banu Qasi

        - N. Iñiguez
× García Galíndez

      - Garcia Jimenez
        - Iñigo Garcès
          - Garcia Jiménez (Garcia Iñiguez) (confusion avec son grand-père?)
            - Iñigo Garcés
            - Sancha Garcés
× Galindo Aznarez d'Aragon
            -  Sanche Ier (Sancho Garcès)
× Toda de Navarre (Toda Aznarez)
              -  Garcia II (Garcia Sanchez)
× Andregoto d'Aragon
                -  Sanche II (Sancho Garcès)
× Urraca de Castille
                  -  Garcia III (Garcia Sanchez)
× Jimena Fernandez de Cea
                    -  Sanche III Garcés (Sancho Garcès)
× 1) Munia Mayor de Castille
× 2) Sancha d'Aibar
                      - 1)  Garcia IV (Garcia Sanchez)
× 1) Étiennette de Foix
× 2) inconnue
                        - 1)  Sanche IV (Sancho Garcès)
× Plaisance de ?
                          - Garcia Sanchez

                        - 2) Sanche de Uncastillo
× Constance de Marañón
                          - Ramiro II de Monzón
× Cristina Ruiz de Vivar
                            -  Garcia V (Garcia Ramirez)
× 1) Marguerite de l'Aigle
× 2) Urraca de Castille
                              -  1) Sanche VI (Sancho Garcès)
× Sancha de Castille
                                -  Sanche VII (Sancho Sanchez)
× 1) Constance de Toulouse
× 2) inconnue
                                  - 2) Ramiro Sanchez, évêque
                                  - 2) Guillaume Sanchez

                                - Fernando Sanchez
                                - Bérengère de Navarre (Bérengère Sanchez)
× Richard Ier d'Angleterre
                                - Blanche de Navarre (Blanche Sanchez)
× Thibaut III de Champagne
                                  -  Maison de Blois-Champagne

                              - 1) Blanche de Navarre (Blanche Garcès)
× Sanche III de Castille
                              - 1) Marguerite de Navarre (Marguerite Garcès)
× Guillaume Ier de Sicile
                              - 1) Henri de Montescaglioso
× Adelasia de Sicile
                                - Guillaume de Montescaglioso

                              - 2) Sancha de Navarre (Sancha Garcès)
× Gaston V de Béarn
× Pedro Manrique de Lara

                            - Elvira Ramirez
× Rodrigo Gomez de Bureba

                      - 1)  Ferdinand Ier (Fernando Sanchez)
× Sancha de León
                        -  Sanche II (Sancho Fernandez)
                        -  Alphonse VI (Alfonso Fernandez)
× 1) Agnès d'Aquitaine
× 2) Jimena Muñoz 
× 3) Constance de Bourgogne
× 4) Zaida de Séville
× 5) Isabelle de ?
                          - 2) Elvire de Castille (Elvira Alfonsez)
× 1) Raimond IV de Toulouse
× 2) Fernando Fernández de Carrión
                          - 2)  Thérèse de León (Thérèse Alfonsez)
× Henri de Bourgogne
                            -  Maison capétienne de Bourgogne

                          - 3)  Urraque Ire (Urraca Alfonsez)
× 1) Raymond de Bourgogne
× 2)  Alphonse Ier (Alfonso Sanchez)
                            - 1)  Maison de Bourgogne-Ivrée

                          - 4) Sancho Alfonsez
                          - 5) Sancha Alfonsez
× Rodrigo González de Lara
                          - 5) Elvire de Castille (Elvira Alfonsez)
× Roger II de Sicile

                        -  Garcia II (Garcia Fernandez)

                      - 1)  Gonzalve Ier (Gonzalo Sanchez)
                      - 2)  Ramire Ier (Ramiro Sanchez)
× 1) Ermesinde de Foix
× 2) Agnès d'Aquitaine
× 3) inconnue
                        -  1) Sanche V (Sancho Ramirez
× 1) Isabelle d'Urgell
× 2) Félicie de Roucy
                          -  1) Pierre Ier (Pedro Sanchez)
× 1) Agnès d'Aquitaine
× 2) Berthe de ?
                          -  2) Alphonse Ier (Alfonso Sanchez)
×  Urraque Ire de León (Urraca Alfonsez)
                          -  2) Ramire II (Ramiro Sanchez)
× Agnès d'Aquitaine
                            -  Pétronille d'Aragon (Pétronille Ramirez)
× Raimond-Bérenger IV de Barcelone
                              -  Maison de Barcelone

                        - 1) Garcia Ramirez, évêque
                        - 1) Sancha Ramirez
× Armengol III d'Urgell
                        - 1) Thérèse Ramirez
× Guillaume V Bertrand de Provence
                        - 3) Sancho Ramirez
× 1) inconnue
× 2) ? de Montaner
                          - 1) Garcia Sanchez
× ?
                            - Pedro Garcès

                          - 2) Talèse Sanchez
× Gaston IV de Béarn

                    - Urraca Garcès
× Alphonse V de León

                  - Urraca Sanchez
× Almanzor (Muhammad al-Mansur)

                - 1) Urraca Garcès
× 1) Ferdinand González de Castille
× 2) Guillaume-Sanche de Vasconie
                - 2) Ramire de Viguera (Ramiro Garcès)
× ?
                  - Sanche de Viguera (Sancho Ramirez)
                  - Garcia de Viguera (Garcia Ramirez)

              - Urraca de Pampelune (Urraca Sanchez)
× Ramire II de León
              - Oneca Sanchez
× Alphonse IV de León
              - Sancha Sanchez
× 1) Ordoño II de León
× 2) Alvaro Herrameliz
× 3) Ferdinand González de Castille

            - Jimeno Garcés
× Sancha Aznarez